# Hippias majeur
Pour les articles homonymes, voir Hippias.
L’Hippias majeur (en grec ancien : Ἱππίας μειζών, sous-titré Sur le Beau, genre anatreptique) est un dialogue de Platon, dans lequel Socrate dispute avec le sophiste Hippias d'Élis de la définition du mot grec καλόν (kalon), que traduit de manière imprécise le mot français « beau », et qui se dit de « toutes les réalités dont on estime la valeur et l'excellence ».
L'œuvre fait partie du genre des dialogues socratiques de Platon, les dialogues de jeunesse du philosophe. La date exacte de sa rédaction reste incertaine.

## Présentation de l’Hippias majeur
Les deux sous-titres de l’Hippias majeur, Sur le Beau et genre anatreptique, ont été ajoutés, comme tous les sous-titres des dialogues de Platon, par des éditeurs tels que Thrasylle au Ier siècle apr. J.-C. Ces éditeurs classaient les dialogues en tétralogie : l’Hippias majeur est classé dans la septième tétralogie (dans un système qui en compte 9), avec l'Hippias mineur, le Ion et le Ménexène. Le premier sous-titre précise le sujet du dialogue, qui est ici le Beau, le second le classe dans un genre philosophique, ici le genre anatreptique, autrement dit réfutatif.
L’Hippias majeur et l’Hippias mineur mettent tous deux en scène une discussion entre le sophiste Hippias d'Élis et Socrate ; contrairement à la majorité des dialogues de Platon, les deux Hippias, si l'on met de côté une très courte intervention d'Eudicos au début de l’Hippias mineur, ne comportent que deux interlocuteurs.
Les deux Hippias sont nommés de manière évidente d'après l'unique interlocuteur de Socrate. On distingue les deux Hippias par les adjectifs majeur et mineur, qui renvoient à la longueur des textes, bien que l'on ait pu y voir également une indication de la difficulté relative des dialogues. L’Hippias majeur se déroule trois jours avant une conférence que doit donner Hippias, tandis que l'autre Hippias a lieu peu après. Du point de vue dramatique, c'est donc l’Hippias majeur qui précède l'Hippias mineur. 
L’Hippias majeur possède les caractéristiques des dialogues que l'on nomme dialogues de jeunesse ou dialogues socratiques : un texte court, qui porte sur une seule et unique question d'ordre éthique, que l'on ne parvient pas à résoudre, mais qui n'est pas pour autant stérile, puisque la méthode réfutative de Socrate permet de mieux cerner les termes dont on parle. Il partage également avec ces dialogues une idée fondamentale de la pensée de Platon, que le savoir fonde la vertu ou l'excellence.
Par son registre satirique et comique, l’Hippias majeur est à rapprocher du Ion, et par la caricature qu'il trace d'Hippias, il est à rapprocher de dialogues « anti-sophistes », tels que le Protagoras, l’Euthydème, le Gorgias.

### Date de l'entretien
Le texte de l’Hippias majeur donne peu de détail chronologique, et il est impossible de fixer une date précise du déroulement de ce dialogue entre Socrate et Hippias. Un passage nous apprend que Prodicos était à Athènes peu de temps auparavant, mais la date de cette présence est inconnue. Le même passage évoque la présence de Gorgias à Athènes, qui date peut-être de -427. On peut donc seulement affirmer que l’entretien est postérieur à cette date. Néanmoins, Woodruff fait une hypothèse plus précise, en proposant de le placer entre 421 et 415 av. J.-C., car il n'est question d'aucun conflit dans le texte, ce qui correspondrait à la paix de Nicias.

### Le débat sur l'authenticité et la datation de l’Hippias majeur
L'authenticité du dialogue n'a jamais été remise en cause, ni dans l'Antiquité, ni dans les temps modernes, jusqu'au XIXe siècle. En 1816, Ast est le premier à déclarer l'Hippias majeur inauthentique. En 1919, Wilamowitz, dans Platon tenta de démontrer que le texte était d'un disciple de Platon. Mais la discussion la plus développée sur la question eut lieu dans les années 1920, entre Dorothy Tarrant et G.M.A. Grube. 
Parmi les arguments avancés contre l'authenticité, on trouve la qualité de l'écriture, jugée inférieure par rapport aux autres dialogues, le fait que le dialogue contient des passages ressemblants à d'autres dialogues, ce qui en ferait un pastiche de dialogue socratique, comportant en outre quelques points de doctrine qui apparaissent dans le Phédon, donc à une période plus tardive, le désaccord de quelques-unes des idées avancées dans ce dialogue par rapport aux autres textes de Platon, la brutalité avec laquelle Hippias est malmené, qui serait le signe d'une imitation maladroite et excessive de la critique de Platon à l'encontre des sophistes.
D'après ces arguments, D. Tarrant pense pouvoir dire que l’Hippias majeur a été rédigé du vivant de Platon, par un jeune disciple connaissant les œuvres de son maître qui précèdent le Phédon, mais ignorant les suivantes qui n'auraient donc peut-être pas encore été écrites. Dans cette hypothèse, le dialogue aurait pu être composé vers 360. Ces arguments ne sont cependant pas considérés aujourd'hui comme valides et l'authenticité du texte n'est plus guère mise en doute. Ces arguments sont en effet contredits notamment par le fait que Platon prend à l'occasion un ton virulent dans des dialogues considérés comme authentiques, que l'argument d'une expression inexacte de la pensée de Platon repose sur une interprétation discutable de la théorie des formes, enfin que les études stylométriques établissent la parenté de l’Hippias majeur avec les autres dialogues socratiques.
Voici un récapitulatif de quelques jugements sur cette question :
| Commentateurs         | Authentique ? |
| --------------------- | ------------- |
| Schleiermacher (1809) | oui           |
| Ast (1816)            | non           |
| Zeller (1903)         | non           |
| Wilamowitz (1919)     | non           |
| D. Tarrant (1920)     | non           |
| Alfred Croiset (1921) | oui           |
| G.M.A. Grube (1926)   | oui           |
| Woodruff (1982)       | oui           |
| Vancamp (1995)        | oui           |
| Pradeau (2006)        | oui           |

### Personnages
- Socrate
- Hippias d'Élis : Hippias est un célèbre sophiste, originaire de la cité d’Élis. Connu de tous les Grecs, réputé pour sa mémoire — il passe pour l'inventeur de la mnémotechnique, et pour sa maîtrise de nombreuses sciences, qu’il s’agisse des mathématiques, de l’astronomie ou de la rhétorique, il aurait déclaré à Olympie n’avoir rien sur lui qu’il n’eût fabriqué lui-même[22]. Il est présenté ici par Platon sous les traits pour le moins caricaturaux d’un homme vaniteux, borné et à l’intelligence limitée, tout comme dans l’Hippias mineur. Ces traits de caractère sont confirmés par Xénophon, ce qui laisse supposer que Platon est fidèle à la réalité ou, du moins, à la réputation qu'Hippias pouvait avoir parmi les socratiques[23]. Son appartenance aux sophistes est citée dans ce dialogue, mais pas dans l'Hippias mineur.
- Un interlocuteur anonyme, omniprésent dans le texte, s'exprime par la bouche de Socrate, ce qui fait qu'il s'agit presque d'un dialogue entre trois personnes.

## Le dialogue: définirτὸ καλόν
Socrate et Hippias s’attachent à trouver une définition au mot grec καλόν, qui désigne le beau autant que le noble et la valeur éthique, ce qui conduira à un échec. Comme on l'a indiqué, le mot grec kalón (prononciation : kalonn), ne saurait être réduit au beau esthétique ; il désigne plus largement, selon l'analyse de Woodruff, ce par quoi l'on estime une réalité, ce qui autorise à considérer le dialogue comme une « enquête sur le fondement de tous les genres de jugements de valeur. » Rechercher la définition du beau n'est donc pas seulement chercher à comprendre sa nature, mais c'est aussi chercher à comprendre par quel critère une chose belle, estimable, excellente, est jugée telle.
Par convention, et parce qu'aucun mot français ne paraît capable de rendre les différents sens du grec, on traduira καλόν par « beau. »

### Scène introductive (281 a-b)
Hippias d'Élis, que ses affaires avaient tenu éloigné d’Athènes pendant assez longtemps, vient d’arriver en ville pour donner une lecture publique à l’école de Phidostrate dans les jours qui suivent. Il croise Socrate qui l'interpelle :
« Voici le bel et savant Hippias ! »
« Ἱππίας ὁ καλός τε καὶ σοφός· »
Le dialogue s'ouvre sur cet emploi de l'adjectif καλός, dont la forme substantivée va être l'objet de l'entretien, et de l'adjectif σοφός, dont la suite va montrer que son utilisation est ironique.
À l'étonnement, sans doute feint, de Socrate au sujet de la longue absence d'Hippias à Athènes, celui-ci répond, sur le ton de l'infatuation, en vantant ses propres qualités d'ambassadeur. C’est, explique en effet le grand sophiste, que sa cité natale Élis a eu abondamment recours à ses services et lui a confié plusieurs missions diplomatiques parmi les plus importantes dans différentes cités, notamment à Sparte.
Ainsi, comme il le fait dans le Ion, Platon commence par un long prologue dans lequel l'interlocuteur de Socrate est ironiquement interrogé à propos de ce qu'il fait, de ses compétences, de ce qu'il apporte aux Grecs ; l'ironie de Socrate est ici de feindre l'admiration. L'ironie de Socrate n'est pas seulement de feindre l'ignorance, elle consiste également à feindre reconnaître les compétences que son interlocuteur prétend avoir. Ces flatteries incitent ce dernier à étaler son supposé savoir, ce qui permet à Socrate de révéler l'ignorance par une méthode d'interrogation réfutative en jouant le jeu de la vanité d'Hippias qui est qualifié de « véritable savant et [d']homme accompli. »
Le début de cet entretien va ensuite s'attarder à évoquer plusieurs sujets décrits dans la section suivante. Du fait de sa longueur et des sujets abordés (le savoir, les coutumes), ce prologue conduit à s'interroger sur la cohérence du texte, puisque Socrate semble changer ensuite de propos en demandant à Hippias une définition du Beau. Il faut garder à l'esprit que le kalon recherché signifie autant beau que noble et admirable ou estimable, ce qui permet d'établir, comme on va le voir, que ce prologue est déjà de plain pied dans la recherche d'une définition ou d'un critère du beau.

### Le salaire du savoir (281 a-286 c)

#### Comparaison avec les anciens sages (281 b - 283 b)

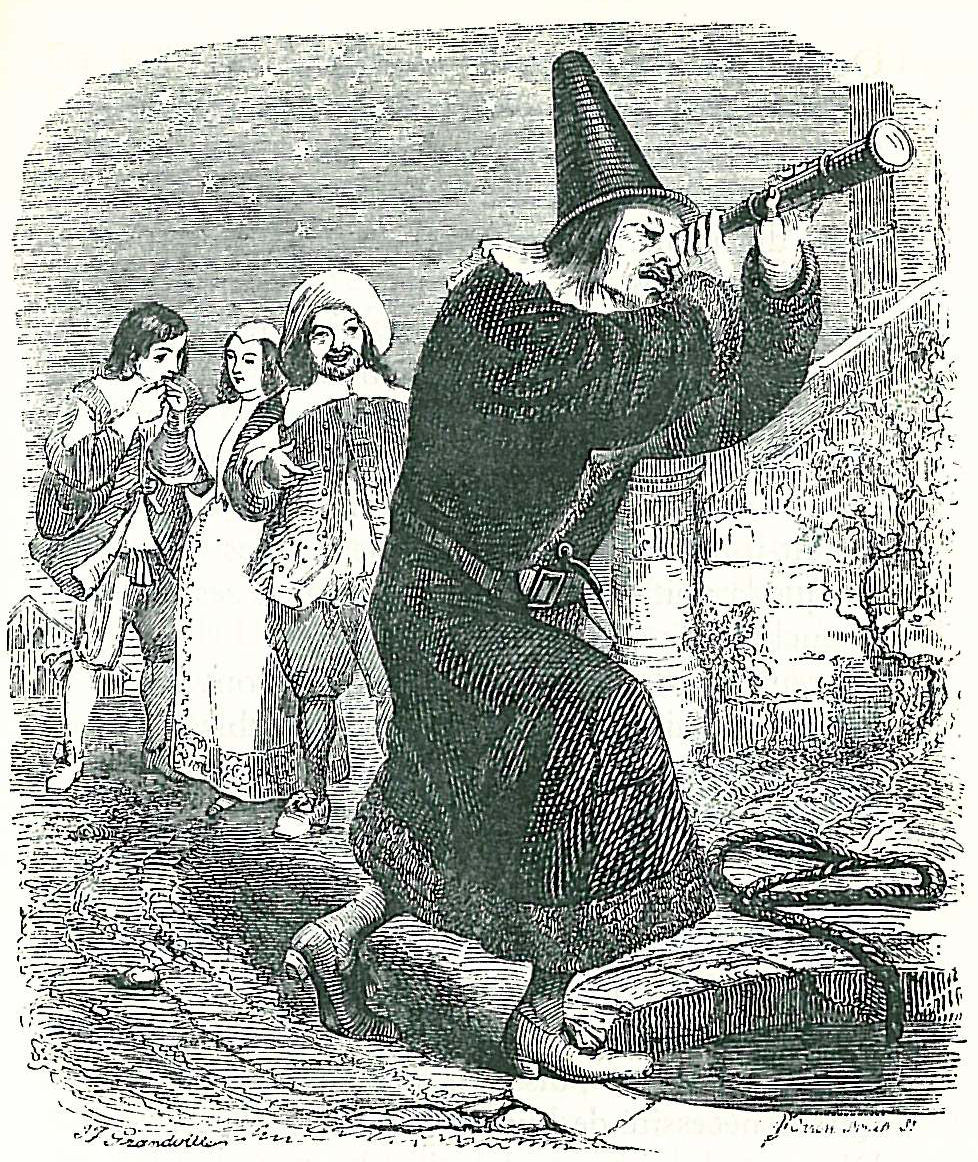
L'intelligence limitée des anciens sages prête à rire...

Socrate feint de trouver deux compétences en Hippias, et de les admirer : la capacité à soutirer de l'argent aux jeunes gens et son utilité en tant que citoyen qui lui vaut l'estime du grand nombre. Or, ces deux qualités n'en sont pas vraiment, et sont même tout le contraire, puisqu'ainsi dépeint, Hippias apparaît comme un extorqueur qui séduit la foule par des procédés rhétoriques, sans avoir besoin dans ce but de posséder de science réelle. C'est pourquoi, afin de faire sentir tout le grotesque de la vantardise d'Hippias, Socrate, feignant toujours la naïveté à l'égard de son interlocuteur, s'interroge sur la sagesse des anciens : tous ces sages qui ne se mêlaient pas des affaires publiques et qui ignoraient la valeur de l'argent, faut-il donc en penser qu'ils n'étaient pas réellement des sages, et que la sophistique constitue de ce point de vue un progrès moral et politique ?
Hippias, n'ayant pas perçu la raillerie, admet que les anciens sages étaient intellectuellement limités, et Socrate de renchérir sur l'habileté des sophistes à gagner de l'argent, ce qui excite encore la vanité d'Hippias, que semble abandonner toute pudeur lorsqu'il se vante d'avoir profité de ses déplacements à travers le monde grec pour gagner de fortes sommes d’argent. Ainsi, très fier de lui, Hippias raconte ses hauts-faits : il n’est pas jusqu’à une minuscule cité du nom d’Inycos, en Sicile, où les modestes habitants n’aient sacrifié une bonne partie de leurs économies, car il leur a persuadé que c'était pour le bien de leurs enfants.
C'est donc, conclut Socrate, que l'argent est le critère de la science, puisque le plus savant doit être aussi celui qui gagne le plus d'argent. Par conséquent, si les sophistes gagnent plus d'argent que les anciens sages, c'est que ces derniers étaient de grands ignorants. Bien que cette partie du dialogue ne le formule pas de manière explicite, Socrate dégage de la pratique d'Hippias un premier critère du beau : les anciens sages cherchaient ce qui seul possède une valeur véritable, la science ; mais les sophistes prétendent être supérieurs aux anciens sages ; cette supériorité est reconnaissable aux gains qu'elle octroie. Donc l'argent est le critère de jugement de ce qui a de la valeur et est excellent.

#### Élogede lacitévertueuse (283 b - 286 c)
Tout cela est admirable, l’assure ironiquement Socrate. Et si Hippias a passé, comme il le dit, beaucoup de son temps à Sparte, c’est sans doute là aussi qu’il a gagné le plus ? Mais ce dernier dément : il n’a, au contraire, pas touché une obole là-bas. 
Cette évocation de Sparte est stratégique : Sparte est aux yeux de Platon un modèle de cité juste car ordonnée, contrairement à Athènes. Dans un premier temps, le fait qu'Hippias n'y ait rien gagné le réfute en tant que savant, puisque, selon son propre critère, est savant celui qui gagne le plus d'argent : par l'épreuve des faits, Sparte réfute le sophiste Hippias. Mais la discussion se porte ensuite de manière plus précise sur la transmission de la vertu, qui est un problème récurrent des dialogues socratiques. Dans le cas présent, sont opposés une prétention privée à enseigner la vertu et un enseignement public par les lois. C'est le second parti que prend Platon, puisque, dans La République, l'excellence des citoyens ne s'atteint véritablement que dans l'harmonie des éléments qui composent la cité. Les prétentions particulières et intéressées d'un pseudo-savant ne peuvent donc qu'être perçues comme corruptrices de l'ordre public aux yeux d'une cité comme Sparte.
Dans le présent dialogue, cette idée se présente de la manière suivante : Hippias prétend savoir enseigner la vertu, et il n'hésite pas à affirmer sa supériorité sur les Lacédémoniens en matière d'éducation ; or, Sparte est une cité bien ordonnée dans laquelle la vertu est recherchée ; donc Hippias devrait être apprécié à Sparte et y enseigner la vertu. Le sous-entendu à peine voilé de Socrate est ainsi que Sparte n'a rien a apprendre en la matière d'un trafiquant de connaissances frelatées, mais Socrate poursuit dans son rôle ironique, et insiste pour qu'Hippias fournisse une explication de son rejet par les Lacédémoniens. Ce n'est pas, répond finalement un Hippias qui ne perçoit toujours pas que Socrate se moque de lui, que les Spartiates ne souhaitent pas la meilleure éducation possible pour leurs enfants ou qu’ils n’estiment pas sa science à sa juste valeur ; la seule raison tient à ce que « [c]'est en fait une tradition pour les Lacédémoniens, Socrate, que de ne pas changer les lois, et de ne pas donner à leurs fils une éducation contraire à la coutume ».
Pourtant, fait valoir Socrate, la loi est précisément faite pour l’utilité et le bonheur des citoyens, deux choses auxquelles Hippias aurait pu grandement contribuer. En voulant trop s’attacher à la loi et en refusant les services d’Hippias, les Spartiates contredisent donc l’objet même de la loi, et l’on pourrait aller jusqu’à dire qu’ils se placent dans l’illégalité.
Hippias, caressé dans le sens du poil, marque son accord avec Socrate. Ce dernier lui demande alors pourquoi il a eu malgré tout tant de succès dans cette austère cité de Laconie. Ça n’est pas, répond l’intéressé, à cause de ses connaissances en arithmétique ou en astronomie : les Lacédémoniens écoutent parler avec plaisir « [d]es généalogies [...], de celles des héros comme de celles des hommes, de la fondation et de la manière dont furent instituées les premières cités ; d'une manière générale, c'est de ce qui se rapporte aux origines [ἀρχαιολογίας] qu'ils aiment entendre parler [...]. »,

### La nature du beau

#### L'interlocuteur anonyme

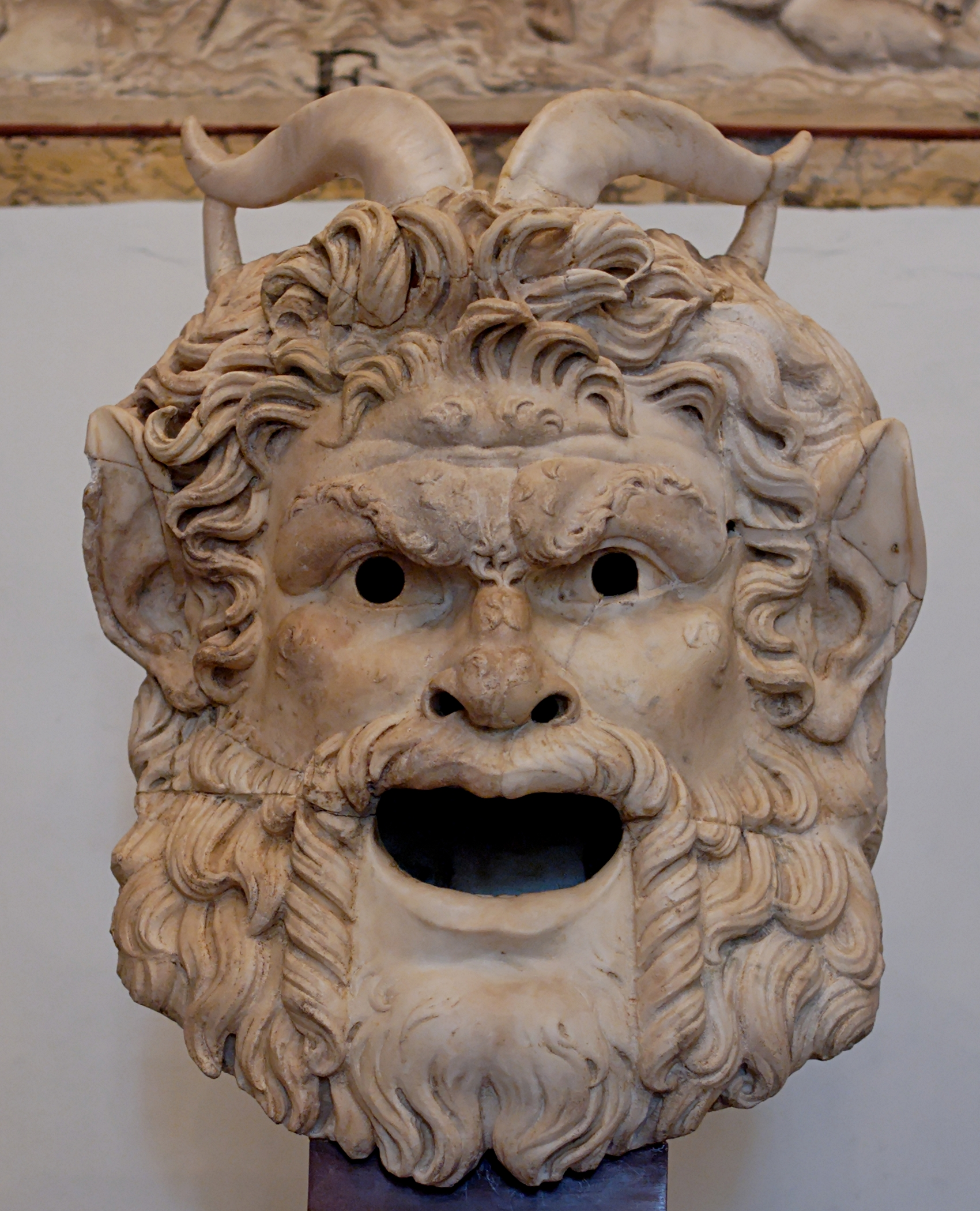
Le double de Socrate s'énerve.

Il est heureux qu’Hippias en vienne à évoquer les belles choses, car c’est un sujet qui intéresse beaucoup Socrate, et pour cause. Tout récemment, selon ce dernier, alors qu’il tenait un discours sur les choses qu’il estime belles ou laides, il prétend avoir été harangué assez rudement par une de ses connaissances, qui lui a reproché de parler tout en ignorant ce qu’est le beau.
Soi-disant embarrassé par cette mésaventure, Socrate se dit donc enchanté de pouvoir enfin demander à une personne compétente comme Hippias son avis sur la nature du beau. Le grand sophiste, flatté, n’y voit bien sûr aucune objection, non plus qu’à l’initiative de Socrate, lequel se propose de jouer le rôle de l’homme qui l’avait sermonné. Cette double personnalité adoptée par Socrate va ajouter grandement au comique du dialogue, en lui permettant d’adresser à Hippias des reproches et des moqueries qu’il n’aurait jamais pu se permettre autrement.

#### Position du problème
Avant d'entendre Hippias sur le sujet, Socrate souhaite, en endossant le rôle de l'anonyme, que le sophiste accepte de se voir soumettre les objections que l'interlocuteur anonyme ferait. Ainsi, après avoir présenté son interlocuteur anonyme dans un registre qui le faisait apparaître comme un adversaire à la manière des sophistes, Socrate réintroduit sa méthode de discussion qui consiste à soumettre une opinion à un processus de réfutation qui doit purger l'esprit de celui qui soutient cette opinion. Cependant Socrate fait ici semblant de croire que ces objections sont pour son propre bénéfice, afin de mieux comprendre l'opinion d’Hippias, alors qu'il s'agit bien en réalité d'éprouver le jugement du sophiste.
Ayant obtenu l'accord d’Hippias pour soumettre des objections, Socrate n'attend pas toutefois que celui-ci formule une réponse et il lui pose au contraire plusieurs questions, au nom de l'anonyme, qui vont délimiter le cadre de pensée dans lequel, à ses yeux, le beau peut être pensé. Il y a une qualité, le beau, qui rend belles les choses belles ; cette qualité a donc des effets ; mais si elle a des effets, elle est réelle. Ces conditions sont, d'une part, un indice de la présence de la théorie des formes dans le dialogue, puisque les formes sont des réalités qui, par leur présence dans le sensible, sont la cause de leurs qualités ; d'autre part, elles permettent de nuancer le caractère aporétique du dialogue, puisqu'elles définissent de manière positive certaines qualités du beau. Enfin, en confrontant ces conditions aux réponses d'Hippias, Platon, par l'échec même de ce dernier à définir le beau, pourra prétendre établir ces conditions comme les conditions nécessaires d'une définition du beau. De ce fait, l'échec final du dialogue ne signifie pas qu'il n'apprenne rien sur le sujet de l'enquête. 
Ces conditions de pensée étant accordées par Hippias, il reste maintenant à comprendre ce que c'est que cette beauté, et Hippias va donc proposer sa première définition.

#### Les trois réponses d’Hippias
Pourtant, avant même de fournir sa première réponse, et alors qu'il a acquiescé aux conditions que Socrate lui a soumises, Hippias démontre qu'il n'a pas compris de quoi ce dernier lui parle lorsqu'il reformule la question qui lui est posée :
« Hippias. — Le questionneur, à ce qu'il me semble, me demande quelle chose est belle ?
Socrate. — Je ne crois pas, Hippias ; mais plutôt ce qu'est le beau. »
Cette incompréhension persistante fait passer le personnage d'Hippias pour un esprit peu intelligent, et elle participe de la virulence jugée excessive du dialogue soulignée par les commentateurs : il paraît en effet invraisemblable qu'Hippias ne puisse comprendre des exigences intellectuelles assez simples. Mais cette manière, fréquente dans les dialogues, de présenter les interlocuteurs de Socrate comme des personnages intellectuellement très limités a aussi une fonction qui peut expliquer que Platon l'utilise souvent. Il s'agit en effet d'attaquer la rhétorique et le sens commun. La rhétorique est pour Platon cette technique qui vise la persuasion au détriment de la vérité. Or, l'une des astuces du rhéteur consiste à remplacer des arguments par des exemples qui emportent l'adhésion parce que ces exemples sont tirés des croyances communes. Qui peut en effet être réfuté quand il montre ce qui est effectivement tenu pour beau par tous ? C'est pourquoi, Hippias, après sa première réponse, assurera à Socrate qui s'inquiète ironiquement de la force persuasive de cette réponse :
« Hippias. — Comment le serais-tu [réfuté], Socrate, si ton avis est celui de tout le monde et si tes auditeurs attestent tous que tu as raison ? »
Pour le sophiste, c'est la victoire qui est visée par ce genre de réponses, et cette victoire s'appuie sur l'opinion commune, autrement dit sur l'accord avec l'opinion du grand nombre. Socrate va au contraire maintenant se livrer à un questionnement réfutatif, qui suppose un dialogue entre deux, et seulement deux, interlocuteurs, soucieux, non de persuader leur interlocuteur pour le vaincre, mais d'éprouver leur propre jugement et donc de se persuader eux-mêmes par des arguments de la vérité de ce qu'ils soutiennent. 

##### Première définition: le beau, c’est une belle jeune fille (287 e-289 d)
Hippias, par sa première réponse, montre qu'il n’a strictement rien compris aux exigences de son interlocuteur, malgré les explications répétées de Socrate : « Sache donc, Socrate, puisqu’il faut te dire la vérité, que le beau, c’est une belle vierge. »
Une belle et brillante réponse que voilà, estime Socrate avec son habituelle ironie. Mais ne peut-on dire également d’une lyre, d’un cheval ou même d’une marmite qu’ils sont beaux ? La plus belle des marmites ne soutiendrait évidemment pas la comparaison avec une belle vierge, mais la beauté d’une vierge n’est à son tour rien par rapport à celle des déesses.
Hippias ne fait pas de discernement entre l'essence et le phénomène ; il existe une infinité de belles choses autres que les belles vierges. Là n’est de toute façon pas la question : il ne s’agit pas de savoir quelles choses sont belles ou pas, mais de définir le beau en soi, c’est-à-dire ce qui fait que toutes les belles choses sont belles.

##### Deuxième définition: le beau, c’est l’or (289 d-291 d)

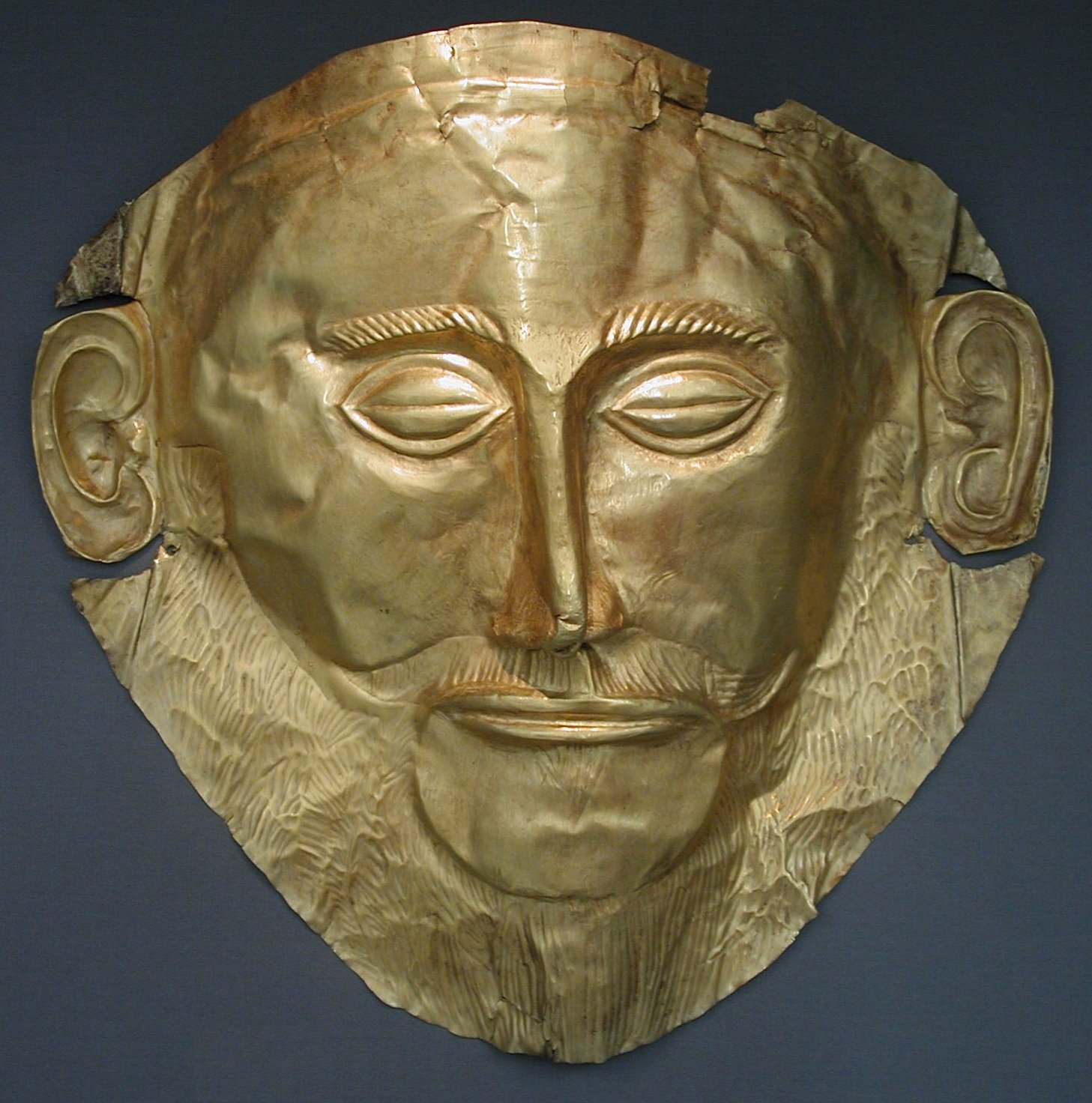
Masque en or d'Agamemnon.

La deuxième réponse formulée par Hippias n’est pas beaucoup plus inspirée : « ce beau sur lequel il t’interroge n’est pas autre chose que l’or. (…) Car nous savons tous que, quand l’or s’y est ajouté, un objet qui paraissait laid auparavant, paraît beau, parce qu’il est orné d’or. »
Sans doute, réplique Socrate, mais que faire alors de la grande statue d’Athéna, au Parthénon ? Ce chef-d’œuvre de Phidias est principalement constitué d’or, mais aussi d'ivoire et de pierres précieuses. Le sculpteur s'est-il trompé en ajoutant de l'ivoire et des pierres précieuses à son oeuvre? La statue est pourtant magnifique. 
D’ailleurs, l’or ou toute autre matière rare ne font naître la beauté que s’ils sont utilisés d’une façon qui convient. On ne saurait dire par exemple, dans le cas de la marmite, qu’une cuillère en or conviendrait mieux pour touiller qu’une simple cuillère en bois, ou qu’elle serait forcément plus belle.

##### Troisième définition: le beau, c’est d'avoir une vie heureuse (291 d-293 d)
Hippias croit cette fois avoir compris : Socrate semble vouloir mettre un nom sur ce qui ne paraîtra laid en aucun temps, en aucun lieu et à aucun homme.
Mais la conclusion qu’il en tire déçoit encore une fois son interlocuteur : « ce qu’il y a de plus beau au monde, c’est d’être riche, bien portant, honoré par les Grecs, de parvenir à la vieillesse et, après avoir fait de belles funérailles à ses parents morts, de recevoir de ses enfants de beaux et magnifiques honneurs funèbres ».
S’ensuit une scène comique, où Socrate avoue sa peur de recevoir des coups de bâton s’il s’en va faire une telle réponse à l’homme qui l’avait harangué. Que faire, en effet, d’Achille ou d’Héraclès ? Ces deux héros, fils d’immortels, sont morts depuis longtemps et sans que leurs parents puissent un jour connaître le même sort. Mais ne sont-ils pas beaux pour autant ?
La beauté prise en ce sens serait belle pour le commun des mortels, mais laide pour la race des héros. Bref, la définition est fausse.

#### Réponse de l'interlocuteur anonyme: Le beau est ce qui convient (293 c-294 e)
Fatigué des errements d’Hippias, Socrate proposera à son tour une définition, qu’il dit tenir de son fameux contradicteur : le beau pourrait tout simplement être ce qui convient. Cette hypothèse est en réalité suggérée par certaines réponses d'Hippias lui-même, qui soutenait plus haut que le marbre, l'or, l'ivoire etc. sont beaux «lorsqu'ils conviennent» (290 c-d).
La solution plaît à Hippias. Mais un examen s’avère nécessaire : tout d’abord, le convenable est-il ce qui donne la beauté aux choses, ou simplement l’apparence de la beauté ? La deuxième hypothèse est tentante : même un imbécile, pourvu qu’on l’habille des vêtements qui conviennent, aura l’air plus beau. Mais dans ce cas, on ne pourrait évidemment plus identifier le beau et le convenable.
Hippias suggère alors que le convenable pourrait donner à la fois la réalité et l’apparence de la beauté. Là aussi, rien n’est moins sûr : si tout était aussi simple, alors les hommes et les politiciens ne se querelleraient plus autant pour savoir quelle action est la plus belle.

#### Les trois réponses de Socrate

##### Première définition: le beau, c’est l’utile (295 c-296 d)
Pour la deuxième fois, Socrate propose alors une solution : et si le beau, c’était l’utile ? 
Mais là encore, des problèmes surgissent : c’est par la puissance que les hommes peuvent faire ce qui est utile. Toutefois la puissance, comme on le sait, peut autant servir à faire le mal qu’à faire le bien. Et on ne saurait qualifier de belles de mauvaises actions. D’où la nécessité de recadrer la définition.

##### Deuxième définition: le beau, c’est l’avantageux (296 d-297 e)
Le beau ne serait que l’utile appliqué à de bonnes fins, c’est-à-dire l’ « avantageux ».
Identifier le beau et l’avantageux conduit néanmoins à un paradoxe : l’avantageux engendre directement le bien, comme un père engendre son fils. Dès lors, l’avantageux et le beau étant considérés comme une seule et même chose, on en arrive à la constatation que le beau est la cause du bien. En logique, une cause et un effet sont deux choses différentes, tout comme un père est différent de son fils. Ainsi, il faut en conclure que le beau n’est pas le bien, ni le bien le beau, une assertion ne plaisant ni à Socrate ni à Hippias.
Une autre solution pour résoudre ce problème de logique serait de tout simplement admettre que le bien produit par l'avantageux est un bien matériel, profitable aux sens, alors que le bien qui est à la source de la beauté, sa cause et non son effet, est un bien moral, perceptible directement par notre intelligence. Mais bien sûr, Hippias ne comprend pas cette subtilité, que deux choses totalement différentes puissent être désignées par le même mot "bien". D'ailleurs, de son point de vue, la grande richesse matérielle des sophistes n'est-elle pas une preuve de leur supériorité sur leurs ancêtres, ce qui indique déjà assez clairement une confusion entre différents "types de bien"?

##### Troisième définition: c’est le plaisir qui vient de la vue et de l’ouïe (297 e-303 e)
Socrate évoque pour finir une dernière idée, à première vue étonnante : « si nous disions que ce qui est beau, c'est ce qui nous fait nous réjouir — non pas n'importe lequel des plaisirs, mais ceux qui nous viennent par la vue et l'ouïe [...] ? »
Cette hypothèse, bien que séduisante, contient selon Socrate lui-même une première faille immédiatement perceptible, et c’est qu’elle ignore la beauté des plaisirs plus nobles, tirés des occupations studieuses ou de l’étude des lois.
D’autre part, il peut sembler étrange que les deux seuls sens de la vue et de l’ouïe soient pris en compte. Est-ce une manière détournée de se plier à l’opinion commune, pour laquelle le toucher, le goût ou l’odorat sont choses plus honteuses que les autres sens ?
Enfin et surtout, ce n’est pas parce qu’un plaisir vient de la vue ou de l’ouïe qu’il est beau. Socrate se lance alors dans une série de considérations fort complexes : lorsque l’on prend en compte des couples d’objets, alors dans la majorité des cas le terme que l’on applique aux deux objets (A et B sont beaux, A et B sont justes…) peut s’appliquer aussi à chaque objet pris séparément (A est beau et B est beau). Mais dans d’autres situations plus rares il peut arriver que cela ne soit pas le cas, notamment quand la somme d’A et B forme un nombre pair et qu’A et B, pris isolément, sont deux nombres impairs.
Dans le cas de la beauté, c’est la première catégorie qui convient, car si deux objets sont beaux, il faut de toute évidence que chacun d’eux le soit. Dès lors un nouveau paradoxe apparaît, puisque le beau, dans la définition retenue, doit appartenir aux deux plaisirs de la vue et de l’ouïe, pris conjointement, et ne peut appartenir à un seul d’entre eux. La définition, par conséquent, s’avère fausse.
Excédé par tant de subtilités jugées inutiles, Hippias sermonne rudement Socrate et le presse de se rallier une bonne fois pour toutes au sens commun, pour lequel le beau consiste essentiellement à briller en société.
Socrate, en prenant congé, feint de plaindre sa situation, coincé qu’il est entre d’un côté les attaques d’Hippias et de l’autre celles de son mystérieux contradicteur. Sa seule certitude, conclut-il avec une pointe d’humour, est de maintenant bien comprendre le proverbe grec selon lequel « les belles choses sont difficiles ».

## Portée philosophique et littéraire
(mai 2009).
Si vous disposez d'ouvrages ou d'articles de référence ou si vous connaissez des sites web de qualité traitant du thème abordé ici, merci de compléter l'article en donnant les références utiles à sa vérifiabilité et en les liant à la section « Notes et références ».
Ce texte est typique des premiers discours de Platon : il met en scène Socrate, et se termine par une aporie.
Socrate échoue en effet à définir l'Idée du Beau, et il conclut par la phrase si célèbre: "les belles choses sont difficiles". 
On peut ici, si l'on avance plus loin dans l'interprétation, supposer qu'un tel échec nous fait comprendre quelque chose de la nature du Beau : il semble impossible d'en donner une définition universelle et intelligible. On ne peut que l'illustrer à l'aide d'exemples multiples et sensibles : le Beau serait-il alors impossible à concevoir séparément du sensible ?
Également, si le Beau ne se confond pas avec l'utile, l'art est couramment instrumentalisé par Platon : s'adressant à la partie la plus basse de l'âme, il peut éventuellement servir à l'éducation des enfants dont l'intellect n'est pas encore développé et qui ne peuvent encore être formés par la philosophie.
Cependant, l'art et le Beau ne se confondant pas chez Platon (qui traite beaucoup plus de belles actions ou de belles pensées que de beaux objets), il n'y a aucune contradiction à dire que le Beau n'est pas l'utile.
C’est sur le plan littéraire que l’Hippias majeur est le plus remarquable. Le dialogue peut se lire autant comme une œuvre philosophique que comme une comédie satirique à deux personnages. L’astuce de Socrate consistant à se réfugier sous l’autorité d’un supposé troisième protagoniste pour adresser des critiques cinglantes à Hippias, notamment, dote le dialogue d’un grand humour et le rend très vivant.

## Éditions
- Hippias meizon, in Platonis Scripta Graece ad Codices Manuscriptos Recensuit, édition I. Bekker, vol. III, 1826
- Hippias majeur, édition et traduction M. Croiset, Les Belles Lettres, Paris, 1920
- Platon : Hippias maior, Hippias minor, édition critique établie par B. Vancamp, Stuttgart, 1996
- Consulter la liste sélective fournie par Bruno Vancamp, in Hippias maior, Hippias minor : pp. 62-63 (pages affichées avec la permission de l’éditeur)

## Traductions
- Traité du beau, J.P. Crousaz, 1715
- Hippias majeur, édition et traduction M. Croiset, Les Belles Lettres, Paris, 1920
- Platon : Œuvres complètes, Tome 1, Bibliothèque de la Pléiade, Gallimard, 1940,  (ISBN 2-07-010450-8)
- Premiers dialogues, traduction Émile Chambry, GF-Flammarion no 129, 1993,  (ISBN 2-08-070129-0)
- Hippias majeur, traduit et commenté par Jean-François Pradeau, GF-Flammarion no 870, 2005,  (ISBN 2-08-070870-8)

### Sur Hippias d'Élis
- Mario Untersteiner, Les Sophistes, 1967, trad. A. Tordesillas, Librairie philosophique J. Vrin, Paris, 1993, vol. 2, p. 99–145
- Jacques Brunschwig, « Hippias d'Élis, philosophe ambassadeur », in E archaia Sophistike - The Sophistic Movement, Kardamitsa, Athènes, 1984

### Articles
- Hippias mineur
- Hippias d'Élis